# 邱創良
邱創良（1955年9月10日—），中華民國（台灣）政治人物，前立法委員。

## 生平
1982年，邱創良首次以無黨籍身分當選桃園縣議員。1997年精省後，邱創良退出中國國民黨，競選桃園縣議會議長失利，但不久即以無黨籍身分競選立法委員獲高票當選。2001年，邱創良準備參選桃園縣長，後來禮讓朱立倫參選桃園縣長，自己則改參選立法委員，匆促上陣依然順利當選立法委員。
2000年，邱創良加入親民黨。2002年2月1日，邱創良宣布退出親民黨。2004年6月15日，無黨團結聯盟創黨，邱創良為無黨團結聯盟建黨時立法委員之一。2004年12月6日，臺灣桃園地方法院檢察署約談桃園縣邱氏宗親會二百多名成員及桃園縣部分里長，質疑他們接受邱創良招待赴中國大陸旅遊以賄選；同日，邱創良回應，他是世界邱氏宗親總會理事長，他帶宗親去中國大陸是去祭祖，沒想到被說成賄選，他覺得很好笑。2004年12月11日，2004年立法委員選舉結果揭曉，邱創良落選。
2007年10月25日，邱創良加入民主進步黨。2008年立法委員選舉，邱創良被民主進步黨提名在桃園縣第六選舉區參選立法委員。2007年11月9日，台灣團結聯盟主席黃昆輝抨擊，桃園縣第六選舉區是泛綠的艱困選區，台灣團結聯盟提名姚吉鴻在本區參選立法委員，民主進步黨卻提名邱創良在本區參選立法委員，民主進步黨顯然不讓台灣團結聯盟有生存空間，「破壞台灣團結的是民進黨，不是台聯。」
2007年12月1日，邱創良陣營舉辦造勢大會，邱創良拿出一本政策紅皮書，在舞台上跪下，語帶哽咽對前來助選的中華民國總統陳水扁與中華民國副總統呂秀蓮說：「八德地區為什麼是個不適合居住的地方？希望你們細心聆聽基層聲音。拜託總統回去好好檢討，幫幫我們！」陳水扁趕緊接下邱創良的紅皮書，輕拍他的肩膀，要他努力。2007年12月2日，邱創良陣營於桃園縣大溪鎮復興路成立競選總部。
2008年1月12日，2008年立法委員選舉結果揭曉，邱創良敗給中國國民黨提名的孫大千。2010年7月8日，邱創良證實，他將以人民最大黨顧問身分出席第六屆兩岸經貿文化論壇；民主進步黨桃園縣黨部主任委員鄭文燦對此表示，邱創良的黨籍在桃園縣黨部，但邱創良已經淡出政壇且參加人民最大黨，若經調查邱創良在民主進步黨仍有黨籍，會依照民主進步黨的決議處理。
2014年11月29日，以無黨籍身分參選的邱落選桃園市議員，得票數僅179票。

## 外部連結
- 立法院 （页面存档备份，存于）